# صالحه بانو بیگم
صالحه بانو بیگم، (درگذشته ۱۰ ژوئن ۱۶۲۰) ملکه همسر در امپراتوری گورکانیان، همسر امپراتور جهانگیر شاه بود. وی پس از ازدواج به پادشاه محل مشهور شد. او در زمان سلطنت همسرش مقام پادشاه بیگم را کسب کرد. صالحه بانو دختر قائم خان، از خانواده‌ای مهم در دربار امپراتوری گورکانیان هند بود.